# 赤松絵利
赤松 絵利（あかまつ えり、1974年1月20日 - ）は、日本のヘアメイクアーティスト、ヘアメイクプランナー。雑誌・広告などで多数の女優・モデルをてがけている。株式会社エスパー代表取締役。ESPER所属。

## 略歴
1996年：hair and make-up ESPERに所属し、宮森隆行に師事。
1999年：hair and make-up artistとして活動を開始する。
2012年：株式会社エスパーの代表取締役に就任。

## 人物
個性を生かし、透明感溢れるナチュラルメイクが多くの人気女優・モデルから支持され、蒼井優、綾瀬はるか、多部未華子、常盤貴子、宮崎あおいなどを担当している。
そのメイクメソッドは講談社から書籍化され、2019年からはYouTube「mi-mollet」チャンネルにて『眉とメシ』という自身ならではの切り口で美容の情報を配信中。
また、花王、キリン午後の紅茶、トヨタ、日本生命、UQモバイル、UNIQLO、リクルート、など大手企業の広告、ファッション誌やカルチャー誌など、枠にとらわれないフィールドで活躍している。
近年では舞台への関心が高く、NODAMAPの新作にヘアメイクプランナーとして参加もしている。

## 活動

### 舞台
- 『グッドバイ』作：太宰治／演出：寺十吾／シアタートラム／2013年

- 『小指の思い出』作：野田秀樹／演出：藤田貴大（マームとジプシー）／東京芸術劇場／2014年
- 『渋谷金王丸伝説カブキ国への誘い』演出：市川染五郎／渋谷区文化総合センター／2014年
- 『東京キャラバン』総監修：野田秀樹／2020年東京オリンピック関連事業／2014〜2020年
- 『モーツアルト歌劇　フィガロの結婚』指揮・総監督：井上道義／演出：野田秀樹／2015,2020年
- 『One Green Bottle』作・演出：野田秀樹／2017,2018,2020年
- 『新☆雪のプリンセス』脚本：高橋知伽江／総合演出：田尾下哲／新国立劇場小劇場／2018年
- 『不思議の国のアリス』作：ルイスキャロル／演出・振付・美術：森山開次／神奈川県立県民ホール／2018年
- 『イーハトーボの劇列車』作：井上ひさし／演出：長塚圭史／2019年
- 『えんとつ町のプペル』作：にしのあきひろ／演出：児玉明子／天王洲銀河劇場／2020年
- 『赤鬼』作・演出：野田秀樹／東京芸術劇場シアターイースト／2020年
- 『星の王子さま』作：サン=テグジュペリ／演出・振付：森山開次／2020年
- 『フェイクスピア』作・演出：野田秀樹／東京芸術劇場プレイハウス／2021年
- 『わっさい』総合演出：菅野こうめい／振付：アオイヤマダ・高村月／2020年東京オリンピック関連事業／2021年
- 『近松心中物語』作：秋元松代／演出：長塚圭史／神奈川県立県民ホール／2021年
- 『THE BEE』作：筒井康隆　～「毟りあい」／演出：野田秀樹／東京芸術劇場シアターイースト／2021年

### 映画
- スピッツ・ショートムービー『海でのはなし。』監督・脚本：大宮エリー／主演：宮崎あおい／2006年
- 『ただ、君を愛してる』監督：新城毅彦／脚本：坂東賢治／主演：宮崎あおい／配給：東宝／2006年
- 『たまたま』監督・脚本：小松真弓／主演：蒼井優／配給：WOWOW／2011年
- 『椿の庭』監督・脚本：上田義彦／主演：シム・ウンギョン／配給：ビターズ・エンド／2020年

### ドラマ
- 『4つの嘘 カムフラージュ』主演：蒼井優／WOWOW／2008年
- 『おせん』主演：蒼井優／日本テレビ・火曜22時／2008年
- 『ドs刑事』主演：多部未華子／日本テレビ・土曜21時／2015年
- 『わたしを離さないで』主演：三浦春馬／TBS・金曜22時／2016年

### TV
- NHK教育テレビジョン『にほんごであそぼ』（ヘアメイク監修）

### YouTube
- 講談社Webマガジン『mi-mollet』にてビューティ動画 【眉とメシ】 配信

### 雑誌
an・an、VoCE、VOGUE JAPAN、VOGUE TAIWAN、H、ESSE、大人のおしゃれ手帖、Olive、Casa BRUTUS、家庭画報、GINZA、クウネル、CREA、クロワッサン、Zipper、SOUP、Sweet、SWITCH、SPUR、Spoon.、SPRiNG、装苑、DAZED、NYLON JAPAN、NON-NO、HAPER'S、BAZZAR、BAILA、PS、美的、フィガロジャポン、婦人画報、FRaU、別冊太陽、ホットペッパービューティ(表紙)、BOAO、ミセス、MEKURU、MORE、LEE、リンネル　など

### 写真集
- 蒼井優写真集『トラベル・サンド』／写真：高橋ヨーコ／2005年
- 水沢エレナ写真集 『リアル』／写真：柴田 文子／2010年
- 蒼井優写真集 『うそっ。』／写真：横浪修／2010年
- 蒼井優写真集『 A DREAM 』／写真：上田義彦／2012年
- 『椿の庭』／写真：上田義彦／2020年

### 書籍
『世界一シンプルなナチュラルメイクの教科書』／講談社／2017年4月19日出版

### 雑誌連載ページ
- 講談社 FRaU『ナチュラボ』：メイクページ
- 宝島社 大人のおしゃれ手帖『50代からは”ごきげん顔”美容！』：メイクページ
- 講談社 mi-mollet『毎日読んでキレイになれる 目からウロコのビューティコラム』：ビューティーページ

### 展示
- 『２○△□展－長友啓典・浅葉克己・青葉益輝』／ガーディアン・ガーデン／2000年
- ミナ ペルホネン 展覧会『ミナカケル』／スパイラル／2015年

### ショー
- クールジャパン機構 開所セレモニーにてファッションプレゼンテーション／六本木ヒルズ／2013年
- ファッションショー『ミナ ペルホネン 1995-2020 → SS/AW COLLECTION "TIME・ME・IT"』／東京都現代美術館／2019年

### 講師
- 京都美容専門学校にて講師
- ㈱ミルボンにてセミナー講師（大阪、東京）
- enジャパン講師
- 大分県にて特別講師

### 化粧品開発
コスメブランド『パラドゥ』とのコラボ化粧品を全国セブンイレブンにて発売／2005年

### 俳優・アーティスト
- 相澤紗世
- 相武紗季
- アオイヤマダ
- 蒼井優
- 朝海ひかる
- 綾瀬はるか
- 新垣結衣
- 有村架純
- 安藤玉恵
- 池谷のぶえ
- 石橋杏奈
- 石原さとみ
- 市川実日子
- 稲森いずみ
- 上野樹里
- ウエンツ瑛士
- 内田有紀
- 内山理名
- 榮倉奈々
- 大竹しのぶ
- 太田莉菜
- 大山百合香
- 緒川たまき
- 鬼束ちひろ
- 賀来賢人
- 香椎由宇
- 片瀬那奈
- 加藤ローサ
- 門脇麦
- かの香織
- 神野三鈴
- 北川景子
- 木村カエラ
- 桐谷美玲
- 黒木華
- 黒木メイサ
- 剛力彩芽
- 小池栄子
- 小出恵介
- 小西真奈美
- 小林聡美
- 坂井真紀
- 佐々木希
- 佐藤健
- 佐藤康恵
- シシドカフカ
- 篠原涼子
- 柴咲コウ
- シム・ウンギョン
- 鈴木杏
- 鈴木京香
- 須藤理彩
- ソニン
- 高岡早紀
- 高橋一生
- 高橋マリ子
- 竹内結子
- 多部未華子
- 珠城りょう
- チャットモンチー
- 土屋アンナ
- 土屋太鳳
- 妻夫木聡
- 鶴田真由
- 常盤貴子
- 戸田恵梨香
- ともさかりえ
- DREAMSCOMETRUE
- トリンドル玲奈
- 長澤まさみ
- 中島美嘉
- 中谷美紀
- 凪七瑠海
- 仲間由紀恵
- 仲里依紗
- 能年玲奈
- 望海風斗
- 橋本愛
- Perfume
- 浜島直子
- 原田知世
- ビビアン・スー
- 深津絵里
- 藤井美菜
- ベッキー
- BoA
- 堀北真希
- 前田敦子
- 蒔田彩珠
- 松たか子
- 松田龍平
- 松本まりか
- 松山ケンイチ
- 三浦春馬
- MURMURSHOW
- 水川あさみ
- 水野美紀
- 三戸なつめ
- 美波
- 水美舞斗
- ミムラ
- 宮崎あおい
- 宮沢りえ
- 三吉彩花
- 村川絵梨
- moumoon
- MEGUMI
- 持田香織
- 山田優
- 優香
- 柚香光
- 柚希礼音
- 柚木沙弥郎
- 吉川ひなの
- 吉田羊
- 龍真咲

### TVCF・スチール
- 朝日新聞
- アサヒフードアンドヘルスケア（MINTIA）アツギ
- アットホーム
- イオンウオーター
- イオンカード
- イオンクレジットサービス
- イオン化粧品
- 伊藤園（おーいお茶）
- エテュセ
- 英会話イーオン
- 江崎グリコ
- SK-Ⅱ
- エースコック（フォー）
- EDWIN
- NTTDoCoMo
- NTT東日本
- mtm labo（海外向け化粧品）
- 大阪ガス（マイ大阪ガス）
- 大塚製薬（FIBE-MINI・ポカリスエットイオンウォーター）
- 花王（アタック・8×4・エッセンシャル・エマール・クリアクリーン・ケープ・BIORE・フレアフレグランス・ラビナス・リーゼ）
- カゴメ
- カネボウ（SALA）
- 亀田製菓（ハッピーターン）
- キャノン（PIXUS・PowerShot）
- キューピー（あえるパスタソース たらこ）
- キリン（一番搾り・午後の紅茶・パーフェクトフリー・ビターズ）
- クラシエ（コッコアポ）
- コーセー（Fasio・エスプリーク）
- サントリー（ダカラ・オールフリー・翠SUI）
- シオノギ製薬
- ジャパンゲートウェイ（ヴォルーテ・レヴール）
- 集英社（ナツイチ）
- JCB
- JR東海（トーキョーブックマーク）
- ジョンソン・エンド・ジョンソン
- JINS
- スタディサプリ（リクルート）
- セキスイハイム
- セゾンカード
- ソニー（DVDスゴ録）
- 第一生命
- 大正製薬（VICKS）
- 大日本除虫菊（KINCHO）
- ダイハツ（EVERY WAGON）
- タウンワーク
- ちふれ化粧品
- 東京ガス（ミスティ）
- 東芝
- 常盤薬品工業（なめらか本舗）
- ドクターシーラボ（ラボラボ）
- トヨタ
- トヨタホーム
- ナショナル
- 日産
- 日本生命
- 日本コカ・コーラ（コカ・コーラ・爽健美茶）
- 任天堂（おいでよどうぶつの森・ポケットモンスターダイヤモンド＆パール）
- 野村證券
- ハウス食品
- パナソニック（DIGA）
- はるやま
- 富士フイルム
- FUJIBO
- ブリジストン（アルベルト）
- ブルボン（牛乳でおいしくホットなココア）
- ホンダ（LIFE）
- 丸井
- 三井住友カード
- 三井生命
- 三井不動産
- ミツカン（ミツカン酢・バーモント酢）
- ミニストップ
- MUJI IDEE
- モスバーガー
- ユニクロ
- ユニバーサルミュージック（スピッツ）
- 明治製菓（メルティキッス・ミルクチョコレート）
- 森永乳業（ビヒダスBB536プレーンヨーグルト）
- 横浜銀行（カードローン）
- UQモバイル
- ライトオン
- LINE
- リクルート（SUUMO・スタディサプリ）
- リプトン（リモーネ）
- ルミネ（ココルミネ）